# Hoffmann-Tinel-Zeichen
Das Hoffmann-Tinel-Zeichen ist ein klinisches Zeichen, das in der neurologischen Untersuchung unter bestimmten Fragestellungen geprüft wird. Es verweist auf demyelinisierende und remyelinisierende Prozesse von peripheren Nerven. Benannt ist es nach Paul Hoffmann (1884–1962, Physiologe in Freiburg) und Jules Tinel (1879–1952, Neurologe in Paris).
Eine besondere Rolle spielt es bei der Diagnose des Karpaltunnelsyndroms: Es wird dort durch Beklopfen der volaren (innengelegenen) Seite des Handgelenks untersucht. Bei einer Druckschädigung des Nervus medianus im Karpaltunnel wird es positiv: Der Untersuchte verspürt ein unangenehmes, elektrisierendes Gefühl im distalen sensiblen Versorgungsgebiet des Medianus, also in Daumen, Zeige- und Mittelfinger. Auch bei Schädigungen anderer, oberflächlich verlaufender Nerven ist es auslösbar, indem man analog den Verlauf des Nervs bzw. die vermutete Läsionsstelle abklopft. Zu den Missempfindungen kommt es, da die neu aussprossenden Nervenfasern nur dünn myelinisiert sind und durch mechanische Beanspruchung des Nervs direkt gereizt werden.
In Hoffmanns Publikation wird es zur Erfolgsbeurteilung von chirurgischen Nervennähten herangezogen: Bei einer unkomplizierten Reinnervation würde man ein Wachstum des Axons von etwa 1–5 mm am Tag erwarten. Die Stelle im Verlauf des Nervs, wo das Zeichen positiv wird, zeigt dessen aktuelle Position. Sie sollte sich im Idealfall also entlang der Nervenstraße allmählich in Richtung Erfolgsorgan bewegen.

## Ähnliche Untersuchungen
- Phalen-Zeichen
- Flaschenzeichen
- Froment-Zeichen